# Prasinocyma semimacula
Prasinocyma semimacula là một loài bướm đêm trong họ Geometridae.